# Міхай Мокану
Міхай Мокану (рум. Mihai Mocanu, 24 лютого 1942, Констанца — 18 червня 2009, Констанца) — румунський футболіст, що грав на позиції захисника за «Петролул» та «Омонію», а також національну збірну Румунії.
Чемпіон Румунії. Чемпіон Кіпру. Володар Кубка Кіпру. 

## Клубна кар'єра
Народився 24 лютого 1942 року в місті Констанца. Вихованець футбольної школи клубу «Фарул».
У дорослому футболі дебютував 1963 року виступами за команду клубу «Петролул», в якій провів дев'ять сезонів, взявши участь у 201 матчі чемпіонату.  Більшість часу, проведеного у складі «Петролула», був основним гравцем захисту команди.
Своєю грою за цю команду привернув увагу представників тренерського штабу клубу «Омонія», до складу якого приєднався 1972 року. Відіграв за нікосійську команду наступні два сезони своєї ігрової кар'єри. Граючи у складі «Омонії» також здебільшого виходив на поле в основному складі команди. 1974 року допоміг команді зробити «золотий дубль», вигравши чемпіонат і Кубок країни.
Завершив професійну ігрову кар'єру у клубі «Петролул», до якого повернувся 1974 року і захищав її кольори до припинення виступів на професійному рівні у 1976.
Помер 18 червня 2009 року на 68-му році життя у місті Констанца.

## Виступи за збірну
1966 року дебютував в офіційних матчах у складі національної збірної Румунії. Протягом кар'єри у національній команді, яка тривала 6 років, провів у формі головної команди країни 33 матчі, забивши 2 голи.
У складі збірної був учасником чемпіонату світу 1970 року у Мексиці, де взяв участь у всіх матчах команди на груповому етапі, який вона подолати не змогла.

## Титули і досягнення
- Чемпіон Румунії (1):

«Петролул»: 1965-1966
- Чемпіон Кіпру (1):

«Омонія»: 1973-1974
- Володар Кубка Кіпру (1):

«Омонія»: 1973-1974